# Nationales Straßeninstitut (Kolumbien)

Logo der INVIAS, verantwortlich für die Fernstraßen in Kolumbien.

Straßenverkehrsnetz in Kolumbien

Das Instituto Nacional de Vías (deutsch Nationales Straßeninstitut, Abkürzung INVIAS) ist eine Agentur im Verkehrswesen der Regierung Kolumbiens. INVIAS wurde am 30. Dezember 1994 ins Leben gerufen und hat seinen Sitz in Bogotá.

## Aufgaben
Die Agentur ist in Kolumbien verantwortlich für die Verbesserung und Aufrechterhaltung der nicht-konzessionierten Straßeninfrastruktur, die Zuteilung, Regulierung und Überwachung von Verträgen für den Bau von Autobahnen, Landstraßen sowie deren Unterhaltung. INVIAS entwickelt mit der Regierung innerhalb des Ministeriums für Verkehr gemeinsam Pläne, Programme und Projekte zum Bau, Umbau, Verbesserung, Sanierung und Erhaltung im Infrastrukturbereich.
Im Jahr 2015 betrug die Gesamtlänge der Nationalstraßen insgesamt 46.883 km.

## Überblick der Nationalstraßen
Die gesamte Länge aller Straßen in Kolumbien beträgt 206.727 km (2015), wovon 80 % asphaltiert sind. Den weitaus größten Teil, mit insgesamt 100.748 km Orts- und Nebenstraßen, planen, bauen und unterhalten die Gemeinden Kolumbiens (municipios). An zweiter Stelle kommen die Departamentos mit total 59.096 km (Sekundär- und Nebenstraßen) und für die restlichen 46.883 km Fernstraßen kommt die Zentralregierung auf. Die Hauptstrecken sind gebührenpflichtig und Mautstationen gibt es etwa alle 60–100 Kilometer.